# 钦察台
钦察台（?—?），元朝大臣，又作钦察歹，畏兀儿人，元文宗、元惠宗时中书平章政事。亦都护纽林的斤的弟弟。
元英宗年间，担任甘肃行省平章政事、知枢密院事、宣政院使。他和中政使咬住谋划告发脱欢察儿交结诸王、图谋不轨，导致怀王图帖睦尔出居海南琼州。致和元年（1328年），元泰定帝驾崩，在上都他奉左丞相倒剌沙的命令，出兵攻打大都自立的元文宗，因为他暗中参与反对倒剌沙事发，被擒回上都。元文宗灭元天顺帝，钦察台拜为中书平章政事。天历二年（1329年）正月，改任知枢密院事。八月，再任中书平章政事，兼领度支监、右都威卫使。至顺元年（1330年），他和宣徽使撒敦一起领长宁卿。不久，因罪夺官籍没家产。赦免后，出任四川行省平章政事。至顺二年（1331年）七月，监察御史张益等弹劾他，于是他和妻子一起禁锢到广东。元统元年（1333年），元惠宗即位，起复为中书平章政事，转任知枢密院事。至正九年（1349年），再拜平章政事。